# 北九州駅弁当
北九州駅弁当株式会社（きたきゅうしゅうえきべんとう）は、福岡県北九州市小倉北区に本社を置く日本の食品会社。弁当（主に駅弁）の製造販売・飲食店経営・売店の運営を行っている。
小倉駅や博多駅などの駅でかしわめしをはじめとする駅弁の販売と、小倉駅構内にて駅うどん店「ぷらっとぴっと」の運営を行っている。

## 沿革
- 1891年（明治24年） - 門司駅（現門司港駅）において石蔵家により弁当類の茶店（後に門司港駅構内営業株式会社となる）創業。
- 1906年（明治39年） - 小倉駅において松尾家により弁当類の茶店（後に株式会社佳楽商店となる）創業。
- 1942年（昭和17年） - 門司港駅・小倉駅・行橋駅の駅弁屋が統合され北九州鉄道構内営業有限会社が発足。
- 1947年（昭和22年） - 北九州鉄道構内営業有限会社解散。門司港駅構内営業・佳楽商店（小倉駅）・小松商店（行橋駅）[2]に分離。
- 1956年（昭和31年） - 門司港駅構内営業および佳楽商店が合併し、北九州駅弁当株式会社発足。

## 主な商品
- 小倉のかしわめし
- 特製かしわめし - 1992年（平成4年）6月1日発売[3]。
- 驛舎竹籠辯當（春・秋・冬）
- あなごちらし寿司（わさび飯・箱寿し）
- おこわ無法松弁当

## 販売駅
- 小倉駅
- 博多駅

なお、福岡ドームでも弁当を販売している。

## うどん店

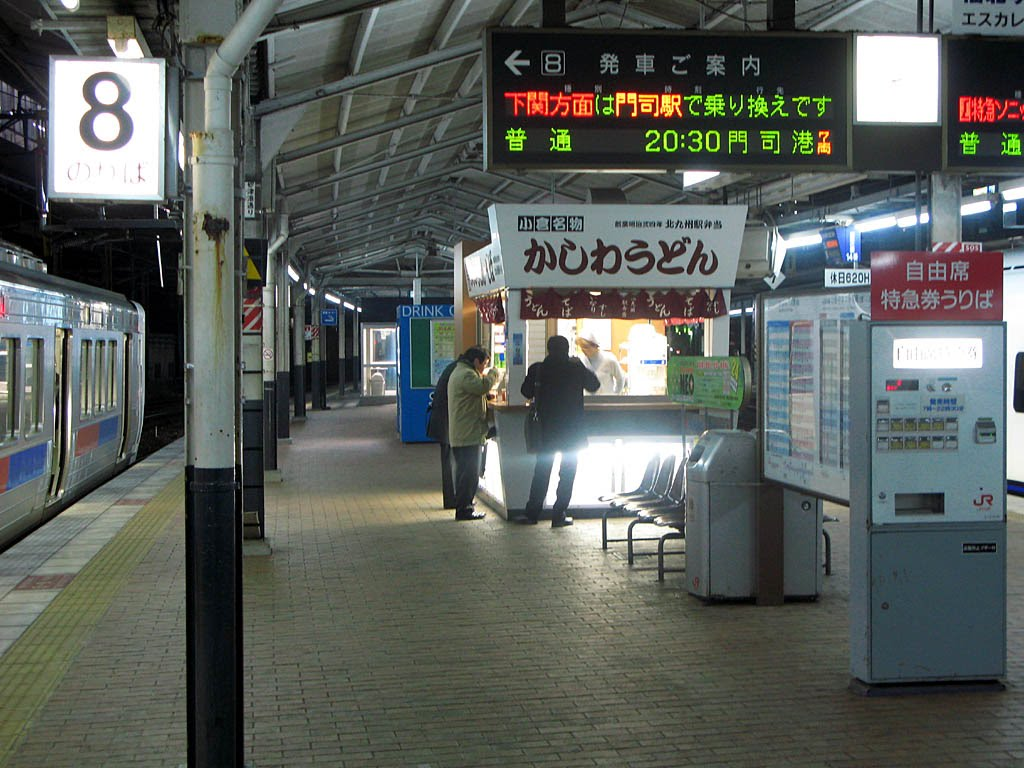
小倉駅7・8番のりばの駅うどん店

小倉駅構内7箇所においてうどん店「ぷらっとぴっと」を運営している。看板メニューはかしわうどん。
なお、ナニコレ珍百景（テレビ朝日系）の怒りの珍百景コーナー（2008年（平成20年）4月30日放送）において、「ぷらっとぴっと」がブラッド・ピットを捩ったものではないかとして取り上げられ、プラットホームとF1のピットを組み合わせたものであるとの説明がなされた。